# 納別列日涅 (謝苗諾夫卡區)
52°12′14″N 32°23′30″E / 52.20389°N 32.39167°E
納別列日涅（烏克蘭語：Набережне），是烏克蘭北部的村莊，隸屬切爾尼希夫州的諾夫霍羅德-錫韋爾斯基區。該村始建於1963年，面積0.02平方公里，海拔高度133米，2001年人口3，人口密度每平方公里150人。